# محمد قطناني
محمد أحمد حسن قطناني (29 أبريل 1964 -) إمام المركز الإسلامي لمقاطعة باسيك في نيوجيرسي المعروف شعبيا باسم «مسجد برودواي» بالولايات المتحدة الأمريكية هاجر الي أمريكا 1996وهو حاصل على درجة الدكتوراه في الدراسات الإسلامية من الجامعة الأردنية.
واجه محمد أحمد حسن القطناني وعائلته الترحيل من الولايات المتحدة لأنه لم يكشف في طلب البطاقة الخضراء أنه كان عضوًا في حركة حماس، وهي منظمة تعتبرها الولايات المتحدة والاتحاد الأوروبي إرهابية؛ كان المسؤولون يعتمدون على تقرير بأن القوات الإسرائيلية اعتقلته وأدانته كعضو في حركة حماس عام 1993. أكد القطناني أنه لم يتم القبض عليه رسميًا ولم يُتهم بارتكاب جريمة، بل كان من بين مئات الفلسطينيين المعتقلين خلال انتفاضة 1993. كما يدعي أنه أدين غيابياً وواجه أساليب استجواب قاسية للغاية حظرتها المحكمة العليا في إسرائيل فيما بعد على أنها تعذيب. رفض قاضي الهجرة الأمريكي فيما بعد ترحيل محمد القطناني وعائلته ومنحهم إقامة دائمة في عام 2008.
استأنفت وزارة الأمن الداخلي الحكم من خلال محكمة استئناف نيو جيرسي للهجرة. وبعد فترة مطولة من المرافعات والتقاضي والمراجعة، أعاد قرار من مجلس استئناف الهجرة القضية إلى نفس المحكمة في ديسمبر / كانون الأول 2016 للنظر في الدعوى الأصلية.
1. ↑  NJ.com, Brian Donohue | NJ Advance Media for (7 May 2008). "Paterson imam fights deportation". nj (بالإنجليزية). Archived from the original on 2020-10-21. Retrieved 2020-10-21.
2. ↑  "Puppy contract receives strong support from politicians". Veterinary Record. ج. 171 ع. 9: 227.2–227. 31 أغسطس 2012. DOI:10.1136/vr.e5883. ISSN:0042-4900. مؤرشف من الأصل في 2021-03-02. اطلع عليه بتاريخ 2021-02-21.
3. ↑  Sarah (12 أكتوبر 2017). After Deportation. Cham: Springer International Publishing. ص. 37–61. ISBN:978-3-319-57266-6. مؤرشف من الأصل في 2020-12-02.

## وصلات خارجية
- المركز الإسلامي لمقاطعة باسيك